# Perca schrenkii
Espèce
Synonymes
- Perca schrenki Kessler, 1874[2]

Statut de conservation UICN

 DD  : Données insuffisantes
Perca schrenkii, communément appelé Perche de Schrenk[réf. nécessaire], est une espèce de poissons de la famille des Percidae. On la trouve au Kazakhstan (dans le lac Balkhach et le lac Alakol), en Ouzbékistan et en Chine. Elle est très similaire à la perche européenne et atteint une taille comparable. Elle doit son nom au naturaliste Alexander von Schrenk (1816-1876).

## Systématique
L'espèce Perca schrenkii a été décrite en 1874 par le zoologiste russe Karl Kessler (1815-1881).